# Idris flavoclavatus
Idris flavoclavatus är en stekelart som först beskrevs av Jean-Jacques Kieffer 1908. Enligt Catalogue of Life ingår Idris flavoclavatus i släktet Idris och familjen Scelionidae, men enligt Dyntaxa är tillhörigheten istället släktet Idris och familjen gallmyggesteklar. Arten är reproducerande i Sverige. Inga underarter finns listade i Catalogue of Life.